# 페르디난도 1세 (양시칠리아)
페르디난도 1세(이탈리아어: Ferdinando I, 1751년 1월 2일 ~ 1825년 1월 4일)는 나폴레옹 전쟁 당시 나폴리 왕국, 시칠리아 왕국, 양시칠리아 왕국의 국왕이다.
부르봉양시칠리아 왕가 출신이며 양시칠리아 왕국의 국왕 페르디난도 1세(Ferdinando I, 재위: 1816년 12월 12일 ~ 1825년 1월 4일), 나폴리 왕국의 국왕 페르디난도 4세(Ferdinando IV, 재위: 1759년 10월 6일 ~ 1799년 1월 23일, 1799년 6월 13일 ~ 1806년 3월 30일, 1815년 5월 22일 ~ 1816년 12월 12일), 시칠리아 왕국의 국왕 피르디난누 3세(Firdinannu III, 재위: 1759년 10월 6일 ~ 1816년 12월 12일)에 해당한다.

## 생애
1751년 나폴리에서 나폴리와 시칠리아의 카를로 국왕의 셋째 아들로 태어났다.
1759년 부왕 카를로스 3세가 스페인 왕위에 오르자 페르디난도는 나폴리와 시칠리아의 국왕이 되었다. 당시 그의 섭정이었던 베르나르도 타누치는 자신이 국정을 좌지우지하기 위해 의도적으로 유군이 제대로 된 제왕학 교육을 받지 못하게 했고, 이에 페르디난도는 사냥과 낚시를 즐기는 스포츠맨으로 자라난 반면 정치에는 무관심하게 되었다. 1768년 마리아 테레지아의 딸이자 오스트리아 여대공 마리아 카롤리나와 결혼하였다. 마리아 카롤리나는 페르디난도와는 달리 최고의 교육을 받은 데다 정치적 야심도 강했다. 그녀는 타누치를 해임하고 영국인 존 액턴을 그 자리에 앉혔다. 페르디난도는 정치에 관한 부분은 아내에게 일임한 채 점차 자신이 좋아하는 취미 생활에만 열중하게 되었다.
이후 1793년 오스트리아 대공국, 영국과 동맹을 맺어 반혁명 세력에 가담했고 허레이쇼 넬슨 제독의 영국 함대가 나폴리에 도착하자 용기를 얻고 1798년 프랑스의 지원을 받는 로마 공화국을 공격했다. 그러나 1798년 12월 21일 나폴레옹의 프랑스군이 나폴리를 침공해 파르테노테 공화국을 선포하자 페르디난도는 시칠리아로 도망쳤다. 1799년 공화국이 전복되자 다시 나폴리로 돌아와 옛 공화국 지지자들을 처형했다.
그러나 1806년 나폴레옹군이 다시 나폴리를 점령하자 다시 팔레르모로 피난했다. 나폴레옹은 자신의 형 조제프 보나파르트를 나폴리의 왕으로 앉혔지만 페르디난도는 영국의 보호 하에 임시로 시칠리아를 다스렸다. 나폴레옹이 몰락하자 조제프의 뒤를 이어 즉위했던 조아키노 1세 또한 퇴위했고 페르디난도는 빈 회의에서 정해진 대로 나폴리로 돌아와 1816년 12월 1일 양시칠리아 왕국의 국왕 페르디난도 1세로 즉위하였다. 1820년 헌법을 부여했고 1821년부터 의회에 참석해 오스트리아 제국에 원조를 요청했다.

## 자녀
페르디난도는 마리아 카롤리나와의 사이에서 7남 11녀를 두었다.
| 이름                                   | 출생일           | 사망일           | 비고                                                                  |
| -------------------------------------- | ---------------- | ---------------- | --------------------------------------------------------------------- |
| 오스트리아 황후 마리아 테레지아        | 1772년 6월 6일   | 1807년 4월 13일  | 프란츠 1세와 혼인.                                                    |
| 토스카나 대공비 마리아 루이사          | 1773년 7월 27일  | 1802년 9월 19일  | 페르디난도 3세와 혼인.                                                |
| 카를로 왕자                            | 1775년 1월 6일   | 1778년 12월 17일 | 요절                                                                  |
| 마리아 안나 공주                       | 1775년 11월 23일 | 1780년 2월 22일  | 요절                                                                  |
| 프란체스코 1세                         | 1777년 8월 14일  | 1830년 11월 8일  | 오스트리아의 마리아 클레멘티나와 혼인. 스페인의 마리아 이사벨과 재혼. |
| 사르데냐 왕비 마리아 크리스티나        | 1779년 1월 17일  | 1849년 3월 11일  | 사르데냐의 카를로 펠리체와 혼인.                                      |
| 마리아 크리스티나 아말리에 공주        | 1779년 1월 17일  | 1783년 2월 26일  | 요절                                                                  |
| 젠나로 왕자                            | 1780년 4월 12일  | 1789년 1월 2일   | 요절                                                                  |
| 주세페 왕자                            | 1781년 6월 18일  | 1783년 2월 19일  | 요절                                                                  |
| 프랑스 왕비 마리아 아말리아            | 1782년 4월 26일  | 1866년 3월 24일  | 루이 필리프와 혼인.                                                   |
| 마리아 크리스티나 공주                 | 1783년 7월 19일  | 1783년 7월 19일  | 요절                                                                  |
| 아스투리아스 공작 부인 마리아 안토니아 | 1784년 12월 14일 | 1806년 5월 21일  | 아스투리아스 공 페르난도와 혼인하였으나, 그가 왕이 되기 전에 사망.    |
| 마리아 클로틸다 공주                   | 1786년 2월 18일  | 1792년 9월 10일  | 요절                                                                  |
| 마리아 엔리에타 공주                   | 1787년 7월 31일  | 1792년 9월 20일  | 요절                                                                  |
| 카를로 왕자                            | 1788년 8월 26일  | 1789년 2월 1일   | 요절                                                                  |
| 살레르노 공작 레오폴도                 | 1790년 7월 2일   | 1851년 3월 10일  | 오스트리아 여대공 클레멘티나와 혼인.                                  |
| 알베르토 왕자                          | 1792년 5월 2일   | 1798년 12월 25일 | 요절                                                                  |
| 마리아 이사벨 공주                     | 1793년 12월 2일  | 1801년 4월 23일  | 요절                                                                  |